# Gerald Abraham
Gerald Ernest Heal Abraham (ur. 9 marca 1904 w Newport, zm. 18 marca 1988 w Liverpoolu) – angielski muzykolog, dziennikarz i krytyk muzyczny.

## Życiorys
W latach 1935–1947 działał w radio londyńskim: najpierw jako redaktor w Radio Times, później w "Listener". W 1942 r. został kierownikiem działu płytowego BBC. W 1947 r. rozpoczął działalność naukową jako profesor muzykologii na Uniwersytecie w Liverpoolu. Prace Abrahama świadczą o jego żywym zainteresowaniu muzyką słowiańską, w szczególności zaś rosyjską. Mimo licznych sukcesów wydawniczych, praca jego nie spotkała się z szerokim odbiorem wśród studentów muzykologii, na co bardzo liczył. Dlatego już od 1962 r. postanowił popularyzować muzykę wschodnioeuropejską w sposób praktyczny rozpoczynając ponownie pracę w BBC. Po przejściu na emeryturę w 1967 r. zajął się krytyką muzyczną i pisaniem artykułów popularnonaukowych do brytyjskich czasopism wiążąc się w tym okresie z "The Daily Telegraph" jako stały korespondent gazety.

## Działalność
W trakcie swojej pracy w radio Abraham propagował nadawanie tradycyjnych utworów ludowych, takich krajów jak Rosja, Ukraina, czy Polska, ukazując jednocześnie mistrzów muzyki poważnej tych krajów nieznanych Anglii, albo źle interpretowanych (np. Fryderyk Chopin, Nikołaj Rimski-Korsakow). Gerald Abraham był jednym z nielicznych do tej pory na Zachodzie znawców muzyki słowiańskiej, a w szczególności rosyjskiej. Jako autor jednego z pierwszych syntetycznych opracowań stylu twórczości Chopina wziął udział I Międzynarodowym Kongresie Muzykologicznym poświęconym twórczości tego kompozytora (odbyłym w Warszawie w 1960 r.) wygłaszając referat Chopin i orkiestra (ang. Chopin in the Orchestra).

### Prace
1. Studies in Russian Music, Londyn 1935
2. Masters of Russian Music, Nowy Jork 1936
3. A Hundred Years of Music, Nowy Jork 1938
4. On Russian Music, Londyn 1939 (niem. Bazylea 1947)
5. Chopin's Musical Style, Londyn 1939
6. Beethoven's Second-Period Quartets, Londyn 1942
7. Eight Soviet Composers, Londyn 1943
8. Rimsky-Korsakov, Londyn 1945
9. Tchaikovsky, Londyn 1946
10. Schubert, Londyn 1947
11. Sibelius, Londyn 1947
12. Schumann, Oksford 1952
13. Handel, Oksford 1954
14. Slavonic and Romantic Music, Londyn 1968